# النوبي (جبلة)

تعديل مصدري - تعديل

النوبي محلة تابعة لقرية حلين، التابعة لعزلة جبل رعوين بمديرية جبلة إحدى مديريات محافظة إب في الجمهورية اليمنية، بلغ تعداد سكانها 67 حسب تعداد اليمن لعام 2004.